# THE 4/9
THE 4/9（ザ・フォーク）は2005年に結成された沢田聖子と佐田玲子によるフォークデュオ。
2005年4月9日に沖縄で『フォークの日』に因んでジョイント・ライブを行ったことがきっかけとなり、結成された。70年代フォークを中心にカバーしたユニットで、誰でも聴いたことのある、誰でも口ずさんだことがあるフォークソングを歌っている。互いのソロ活動の合間を縫って、不定期にライブ活動を行っている。2010年4月9日、1年4か月ぶりの復活ライブ「THE4/9だよ！全員集合！～生息5周年記念LIVE～」を東京・代官山で行った。

## オリジナル作品
1. それなりに／翼をください(2006.10.04)
  - 作詞作曲:THE4/9
2. 道／東風(2008.02.24)
  - 作詞作曲:THE4/9

## 主なカバー曲
翼をください・なごり雪・結婚しようよ・サボテンの花・『いちご白書』をもう一度・卒業写真・冬の稲妻・バラが咲いた・風・夢の中へ・妹・悪女・今はもうだれも・あの素晴しい愛をもう一度・岬めぐり・亜麻色の髪の乙女・木綿のハンカチーフ・空よ・恋人もいないのに・時代・太陽がくれた季節・秋桜

## メンバー
- 沢田聖子
- 佐田玲子